# سن-ژوست-داوری
سن-ژوست-داوری (به فرانسوی: Saint-Just-d'Avray) یک کامین (تقسیمات کشوری فرانسه) در فرانسه با جمعیت ۶۹۲ نفر است که در Canton of Amplepuis واقع شده‌است.